# Agrochola vulpina
Agrochola vulpina là một loài bướm đêm trong họ Noctuidae.